# Muhammad-Ali Abdur-Rahkman
Muhammad-Ali Abdur-Rahkman (Allentown, 1º settembre 1994) è un cestista statunitense naturalizzato saudita.

## Palmarès
- FIBA Europe Cup: 1

Bilbao: 2024-2025